# Casa Frigola
La casa Frigola és una obra del municipi de Cassà de la Selva (Gironès) declarada bé cultural d'interès nacional.

## Descripció
Es tracta d'una casa de planta quadrangular, construïda amb carreus de pedra, articulada amb un petit pati interior. Amb els carreus es marquen les cantonades i obertures. A la façana principal, destaquen la gran porta adovellada i les obertures dels balcons del primer pis amb arcs conopials de factura gòtica i guardapols de pedra.
Sobresurt del conjunt la torre massissa de pedra, de planta quadrada, coberta a quatre vessants amb teula àrba. El parament és de carreus irregulars, mentre que les cantonades hi trobem cadenes de carreus ben treballats. La torre compta amb quatre pisos connectats amb una escala de cargol de pedra en el seu interior i conserva un teixinat del segle xvi. A banda de les obertures adovellades, té diverses troneres espitllerades.
Tant el segon pis com la garita de planta circular, situada a l'extrem sud, són afegitons posteriors, possiblement del xviii.

## Història
La casa Frigola antigament era propietat dels senyors de Salvà. El gener de 1637 fou venuda per mossèn Salvà a Montserrat Vall-llobera i Ros. El 4 de maig de 1670 encara era propietat dels Vall-llobera i s'anomena Casa Salvà. Posteriorment aquell edifici passaria a ser un hostal de propietat de l'Ajuntament que el llogava tots els anys per poder construir una escola per a nens. L'any 1841 l'edifici fou venut en una subhasta pública a Josep Frigola, conservant l'Ajuntament únicament la torre segregada de l'edifici i que va continuar funcionant com una presó.